# Mykines (miejscowość)
Mykines (duń. Myggenæs, IPA: mi:tʃɪneːs) – miejscowość na Wyspach Owczych, archipelagu leżącym na Morzu Norweskim, który jest terytorium zależnym Królestwa Danii o szerokiej autonomii. Administracyjnie wieś ta mieści się w regionie Vágar i gminie Sørvágur. Na początku roku 2015 zamieszkiwało ją na stałe 13 osób. Z około 40 znajdujących się tam domów, tylko 6 jest używanych przez cały rok. Większość służy obecnie, jako miejsce wypoczynku letniego Farerczyków z pozostałych wysp.

## Nazwa
Nazwa zarówno miejscowości, jak i wyspy zmieniała się dosyć często w przeciągu lat. Używano następujących wariacji: Mykines, Mykiness, Mikines, Mikjinees, Mikjunes, Mygenes, Mygenæs i Myggenæs. Najstarszą z tych wersji jest Mykiness, której używano około roku 1400. Może ona pochodzić od celtyckiego Muc-innis, czyli Wyspa Świń.
Nazwa ta bywa jednak tłumaczona także, jako Cypel Odchodów. Wyjaśnieniem tej nazwy ma być przekaz o tym, że ludzie z pobliskiej wyspy Vágar mieli wyrzucać odchody byków na pływające wyspy, które docierały do Mykines.
Lucas Debes w swoim dziele Færøernes beskrivelse (Opis Wysp Owczych, 1673) tłumaczy źródłosłów słowa Myggenæs. Ma ono pochodzić od duńskiego myg, oznaczającego komara. Jednak najprawdopodobniej dotyczy to nie zwykłych komarów, bo tych nie ma wielu na wyspie, a innych owadów, które się tam pojawiają.
Kolejnym badaczem, który usiłował wyjaśnić znaczenie nazw wyspy i osady był Jens Christian Svabo. W swoim dziele Indberetninger fra en rejse i Færøe 1781 – 1782 (Raport z Podróży na Wyspy Owcze 1781 – 1782), podaje kilka nazw wyspy, jednak dla żadnej nie wywodzi źródłosłowu. Były to: Mygenes, Mikjinees, Mykines, Myggenæs.
Słowo Mikines było używane jeszcze w XIX wieku. Między innymi stosował je malarz Samuel Joensen. Obecnie jednak jedyną używaną nazwą jest Mykines.

## Geografia

### Położenie
Mykines położona jest na wyspie o tej samej nazwie. Znajduje się ona na zachodniej, nizinnej części owej wyspy i jest najdalej wysuniętą miejscowością w tym kierunku na całym archipelagu. Zarówno, od północy, jak od południa miejscowość przylega do wybrzeża, a dalej rozpościera się Morze Norweskie, będące częścią Oceanu Atlantyckiego. Na zachodzie, za cienką cieśniną, mieści się wysepka Mykineshólmur, a na wschodzie szczyt Knúkur (560 m n.p.m.).

### Klimat
Miejscowość Mykines, podobnie jak inne na Wyspach Owczych, znajduje się w strefie klimatu umiarkowanego chłodnego w odmianie morskiej. Sprawia to, że roczne sumy opadów często przekraczają tam 1000 mm. Tego typu klimat oraz pobliski Golfsztrom sprawiają, że temperatura zimie rzadko spada znacznie poniżej 0 °C, w lecie natomiast nieczęsto przekracza 20 °C, zwykle oscylując w okolicach 15.

## Historia
Początki osadnictwa w okolicach Mykines datowane są na rok ok. 625. Analiza pyłków kwiatowych wskazuje, że na polach w pobliżu miejscowości uprawiano wtedy owies i jęczmień. Wielu uważa, że są to ślady irlandzkich lub szkockich eremitów, którzy mogli przybywać na Wyspy Owcze w tamtym czasie. W źródłach Mykines pojawia się jednak dopiero około roku 1400, co może wskazywać na początek normańskiego osadnictwa w tamtym miejscu, a więc de facto początek współczesnej miejscowości.

### Do XIX wieku
W roku 1538 król Danii Chrystian III Oldenburg wprowadził na Wyspach Owczych luteranizm, jako religię państwową. Rozebrano wtedy kościół w Mykines, podobnie, jak wiele innych na całym archipelagu.
Peter Claussøn Friis, norweski duchowny wspomina w swej książce Norges beskrivelse (Opis Norwegii, 1592) o charakterystycznym rodzaju myszy występującej wyłącznie na Mykines. Trzy lata później, 25 kwietnia 1595 roku w okolicach wyspy zatonęło około 50 łodzi. Zginęło wtedy od 200 do 300 ludzi, a wśród nich wszyscy dorośli mężczyźni w wieku produkcyjnym, mieszkający na Mykines.
W roku 1667 sztorm rozdzielił holenderską flotę handlową. Jeden statek pozostał na Islandii, dziesięć pożeglowało dalej do Hvalvík, a jeden uszkodzony, zwany Walcheren przepłynął między Kvivík i Leynar, a następnie wybrzeżami wyspy Suðuroy, by ostatecznie osiąść w pobliżu Mykines. Znaczna część załogi zginęła, a dobra ze statku były potem przez długi czas sprzedawane przez mieszkańców pobliskiej osady. W 1680 roku Rasmus Olesen, pastor z Vágar wygrał 4 gylden (farerska jednostka powierzchni) ziemi na Mykines od Petera Sørensena Broberga.
W roku 1750 statek z Londerry (Irlandia) zatrzymał się w okolicach wyspy z powodu mgły. Marynarze nie dali rady dopłynąć do niej na łodziach, ostatecznie zmieniając kurs i znajdując schronienie w Saksun. Siedem lat później, podczas polowania na ptaki morskie zginął jeden mieszkaniec osady Mykines.
Według spisu z 1769 roku na Mykines mieszkało 61 ludzi, z czego 13 było dziećmi poniżej piętnastego roku życia, 30 dorosłymi kobietami, a 25 mężczyznami. W 1778 mieszkańcy Mykines, podobnie jak wcześniej mieszkańcy Suðuroy, dostali prawo kupowania towarów przed kolejką na straganach w Tórshavn, stolicy Wysp Owczych. Było to spowodowane dużą odległością pomiędzy miastem a Mykines.
W 1792 roku kolejni dwaj mężczyźni zginęli podczas polowania na ptaki morskie. Było to najpewniej spowodowane tradycyjnym sposobem ich połowu – obaj połączeni byli liną, jeden stał na szczycie klifu, a drugi szukał ptasich gniazd na jego ścianie. Skutkiem tego wypadku jest zaniechanie tej metody polowania. W ostatnim roku XIX wieku dwudziestosześcioletni mężczyzna został zabity przez lawinę skalną.

### XIX wiek
W roku 1801 w miejscowości Mykines było 17 domów, w których mieszkać miało 74 ludzi. Wśród nich miało być 19 dzieci w wieku do piętnastu lat, 30 kobiet i 20 mężczyzn między piętnastym a sześćdziesiątym rokiem życia oraz pięciu mężczyzn powyżej sześćdziesiątego roku życia. Do roku 1855 liczba ludzi wzrosła 112, a w 1870 wyniosła 114.
W roku 1862 po raz pierwszy w historii na Mykines złapano i zjedzono pierwsze młode fulmary. Rok później nowy kościół w Mykines został zniszczony przez sztorm. Odbudowano go, jednak kolejna nawałnica, w 1877 zniszczyła go i tym razem. W 1879 zbudowano nowy kościół.
W roku 1890 populacja Mykines liczyła 154 mieszkańców. Wśród nich 53 to dzieci poniżej piętnastu lat, 54 to kobiety, 45 mężczyźni w wieku pomiędzy piętnastym a sześćdziesiątym rokiem życia, pozostałe dwie osoby to mężczyźni starsi niż sześćdziesiąt lat. Dwa lata później w odstępie kilku miesięcy, kolejni dwaj mężczyźni zginęli podczas polowania na ptaki. Kolejne trzy lata później, 26 stycznia 1895 roku, zginęło sześciu mężczyzn, płynących na łodzi z Mykines. W 1896 w wiosce wybudowano szkołę.

### XX wiek
11 października 1911 roku miejscowość stała się siedzibą gminy Mykinesar kommuna obejmującą zasięgiem wyspę Mykines i pobliskie wysepki oraz szkiery. W radzie tej jednostki administracyjnej zasiadły trzy osoby.
W 1925 roku w miejscowości mieszkało 179 osób, spośród których 27 było uczniami miejscowej szkoły. Dwa lata później zbudowano tam pierwszą na Wyspach Owczych pływalnię. Powstają wtedy też pierwsze plany połączenia Mykines z linią telefoniczną. Początkowo zdawało się to niemożliwe, jednak władze archipelagu zdecydowały się połączyć latarnie morskie na Nólsoy oraz Mykinesholmur, dzięki czemu, od 1928 roku z miejscowości tej można dzwonić do miejsc na całym świecie.
7 marca 1934 roku statki Neptun z Vestmanna oraz Nólsoy z Tórshavn zatonęły w drodze na Islandię. Wśród 43 ofiar 9 było mieszkańcami Mykines. Ku ich czci w 1939 umieszczono w kościele memoriał z nazwiskami zmarłych.
W kwietniu roku 1940 po raz pierwszy dostrzeżono niemieckie samoloty, a w rok później pobliska latarnia morska została trzykrotnie przez nie zaatakowana. W 1942 wojsko brytyjskie, okupujące przyjacielsko archipelag, w pobliżu miejscowości Mykines zbudowało stację radarową, której pozostałości mogą być oglądane do dziś.
W latach 50. XX wieku populacja Mykines zaczęła spadać, w roku 1954 wyniosła 150 osób. Rok później zbudowano drugi most pomiędzy Mykines i pobliskim Mykineshólmur. Od 1961 do 1964 budowano garb, dzięki któremu można było wciągać łodzie na brzeg, by chronić je przed zimowymi falami. W roku 1968 po raz pierwszy wyspę Mykines odwiedził ktoś z duńskiej rodziny królewskiej. Była to obecna królowa Danii, Małgorzata oraz jej mąż Henryk. W tym samym roku Niclas Hansen, najstarszy wówczas mieszkaniec miejscowości, uruchomił, działający do dziś, generator prądu.
W roku 1970 w pobliżu wsi rozbił się samolot Air Iceland. Zginęło wtedy osiem osób. W pobliskim kościele do dziś znajduje się memoriał, upamiętniający tę tragedię, ufundowany przez Air Iceland. 23 grudnia 1971 roku duński helikopter dostarczył pocztę i prezenty mieszkańcom Mykines, bo połączenie morskie zostało zablokowane przez złe warunki pogodowe. Z tej samej przyczyny helikopter nie mógł ponownie wystartować i uszkodzeniu uległy dwa silniki. Dwa inne helikoptery przybyły z Danii, przywożąc nowe silniki, jednak z powodu problemów technicznych jeden z nich ponownie nie mógł wyruszyć z Mykines. Usterkę naprawiono 2 stycznia 1972 roku. W 1979 rozpoczęto budowę nowego przekaźnika radiowo-telewizyjnego, który ulokowano na Knúkur. Stamtąd do chwili obecnej dostarczany jest sygnał do Mykines.
W 1981 roku zaczęły kursować helikoptery także pomiędzy mniejszymi wyspami na Wyspach Owczych. W tym samym roku, 20 sierpnia na Mykines przybył premier Danii Anker Jørgensen, skąd miał odlecieć helikopterem. Regularne loty rozpoczęły się jednak od 1983 roku. W 1987 roku nowy statek, o nazwie Sulan zaczął przewozić pasażerów z i na Mykines. Poprzedni, zbudowany w 1927 roku we Fredikssund, przestał być używany. W 1989 roku powstał nowy, trzeci most na Mykineshólmur. Rok później asfaltem zostały pokryte wszystkie drogi na wyspie, a 20 czerwca ponownie przybyła tam Małgorzata II ze swym mężem, już, jako królowa.
W 1991 zatonął statek wracający na Mykines z 7 ludźmi i 31 owcami na pokładzie. Trzech zginęło. 17 maja 1992 otworzono hotel Kristianshus. 9 sierpnia 1999 Mykines odwiedzili premierzy Danii i Grenlandii – Poul Nyrup Rasmussen oraz Jonathan Motzfeldt.

### XXI wiek
W roku 2001 z wizytą na Mykines przybyli: prezydent Islandii Ólafur Ragnar Grímsson oraz premier Wysp Owczych Anfinn Kallsberg. Rok później zawieszone zostały loty pomiędzy Sørvágur, a Mykines i rozpoczęto renowację lądowiska w wiosce, a także planowanie nowego. Loty wznowiono w 2004 roku. Wtedy też zaczęto rozmowy o połączeniu gminy Mykines i Sørvagur, co uczyniono 1 stycznia 2005 roku. W 2021 roku władze podjęły decyzję o zamknięciu od maja do września odcinka szlaku do latarni morskiej na Mykineshólmur. Szlak prowadzi także do miejsca, które uznawane jest za największą kolonię maskonurów na Wyspach Owczych. Powodem była konieczność ścisłej ochrony tych zwierząt podczas sezonu ich żerowania.

## Demografia
Według danych Urzędu Statystycznego (I 2015 r.) jest 103. co do wielkości miejscowością Wysp Owczych.